# ジョゼ・ドス・サントス・ロペス
ジョゼ・ドス・サントス・ロペス（José dos Santos Lopes, 1910年11月25日 - 1996年8月28日）は、ブラジル・サンパウロ州出身のサッカー選手。1938 FIFAワールドカップに出場するブラジル代表に招集され、3試合に出場した。

## タイトル
SCコリンチャンス・パウリスタ
- サンパウロ州選手権 : 1937, 1938, 1939, 1941